# Australische Leichtathletik-Meisterschaften 2013
Die 91. Australischen Leichtathletik-Meisterschaften wurden vom 11. bis 14. April 2013 im Olympic Park von Sydney ausgetragen. Die Wettkämpfe dienten auch als Qualifikationsmöglichkeit für die später im Jahr stattfinden Weltmeisterschaften in Moskau.
Die 10.000-Meter-Läufe waren ausgelagert und bereits am 8. Dezember 2012 im Lakeside Stadium von Melbourne durchgeführt worden.

## Medaillengewinner

### Frauen
| Disziplin        | Gold               | Leistung     | Silber             | Leistung     | Bronze           | Leistung     |
| ---------------- | ------------------ | ------------ | ------------------ | ------------ | ---------------- | ------------ |
| 100 m            | Toea Wisil         | 11,49 s      | Ashleigh Whittaker | 11,53 s      | Margaret Gayen   | 11,82 s      |
| 200 m            | Monica Brennan     | 23,41 s      | Toea Wisil         | 23,70 s      | Kendra Hubbard   | 23,81 s      |
| 400 m            | Caitlin Sargent    | 52,66 s      | Anneliese Rubie    | 52,80 s      | Monique Williams | 53,23 s      |
| 800 m            | Kelly Hetherington | 2:01,22 min  | Angela Smit        | 2:02,09 min  | Georgia Wassall  | 2:03,37 min  |
| 1500 m           | Zoe Buckman        | 4:09,79 min  | Eliza Curnow       | 4:11,79 min  | Kaila McKnight   | 4:14,04 min  |
| 5000 m           | Kaila McKnight     | 15:53,91 min | Jessica Trengove   | 15:58,33 min | Emma Rilen       | 16:36,40 min |
| 100 m Hürden     | Shannon McCann     | 13,41 s      | Brianna Beahan     | 13,53 s      | Louise Wood      | 13,83 s      |
| 400 m Hürden     | Lauren Boden       | 56,47 s      | Jess Gulli         | 57,68 s      | Sara Klein       | 59,89 s      |
| 3000 m Hindernis | Genevieve Lacaze   | 10:01,20 min | Kate Spencer       | 10:20,72 min | Sarah McSweeney  | 10:38,00 min |
| Hochsprung       | Miyuki Fukumoto    | 1,92 m       | Eleanor Patterson  | 1,85 m       | Sarah Cowley     | 1,85 m       |
| Stabhochsprung   | Alana Boyd         | 4,30 m       | Liz Parnov         | 4,20 m       | Nina Kennedy     | 4,00 m       |
| Weitsprung       | Kerrie Perkins     | 6,43 m       | Brooke Stratton    | 6,40 m       | Jessica Penney   | 6,19 m       |
| Dreisprung       | Linda Leverton     | 13,68 m      | Ellen Pettitt      | 13,41 m      | Mei Yamane       | 12,91 m      |
| Kugelstoßen      | Te Rina Keenan     | 15,75 m      | Yukiko Shirai      | 15,17 m      | Kim Mulhall      | 14,99 m      |
| Diskuswurf       | Te Rina Keenan     | 55,97 m      | Alix Kennedy       | 55,76 m      | Siositina Hakeai | 55,06 m      |
| Hammerwurf       | Lara Nielsen       | 58,25 m      | Danielle McConnell | 57,00 m      | Natalie Debeljuh | 56,30 m      |
| Speerwurf        | Kim Mickle         | 62,26 m      | Kelsey-Lee Roberts | 58,58 m      | Karen Clarke     | 48,55 m      |
| Siebenkampf      | Portia Bing        | 5591 Punkte  | Ashleigh Hamilton  | 5369 Punkte  | Theodora Spathis | 5240 Punkte  |

### Männer
| Disziplin        | Gold                 | Leistung     | Silber           | Leistung     | Bronze                 | Leistung     |
| ---------------- | -------------------- | ------------ | ---------------- | ------------ | ---------------------- | ------------ |
| 100 m            | Josh Ross            | 10,34 s      | Tim Leathart     | 10,40 s      | Joseph Millar          | 10,42 s      |
| 200 m            | Josh Ross            | 20,57 s      | Nicholas Hough   | 20,66 s      | Nicholas Boylett       | 20,67 s      |
| 400 m            | Alexander Beck       | 46,18 s      | Andrew Whyte     | 46,25 s      | Ben Offereins          | 46,33 s      |
| 800 m            | Alexander Rowe       | 1:50,25 min  | Jeff Riseley     | 1:50,51 min  | Jared West             | 1:50,83 min  |
| 1500 m           | James Kaan           | 3:46,29 min  | Jeremy Roff      | 3:46,99 min  | Joshua Wright          | 3:47,03 min  |
| 5000 m           | Cameron Page         | 13:29,45 min | Ben St. Lawrence | 13:30,37 min | Harry Summers          | 13:57,04 min |
| 10.000 m         | Emmanuel Bett        | 27:59,23 min | Ben St. Lawrence | 28:35,92 min | Ben Moreau             | 28:40,83 min |
| 110 m Hürden     | Siddhanth Thingalaya | 13,72 s      | Justin Merlino   | 13,76 s      | Rayzam Shah Wan Sofian | 13,99 s      |
| 400 m Hürden     | Tristan Thomas       | 49,68 s      | Ian Dewhurst     | 49,93 s      | Daniel O’Shea          | 50,16 s      |
| 3000 m Hindernis | James Nipperess      | 8:49,39 min  | Jack Colreavy    | 8:59,70 min  | Chris Discombe         | 9:04,84 min  |
| Hochsprung       | Brandon Starc        | 2,28 m       | Liam Zamel-Paez  | 2,25 m       | Hiromi Takahari        | 2,22 m       |
| Stabhochsprung   | Joel Pocklington     | 5,20 m       | Maxim Mishchenko | 5,10 m       | Nick Southgate         | 5,10 m       |
| Weitsprung       | Fabrice Lapierre     | 8,00 m       | Kurt Jenner      | 7,38 m       | Tim McGuire            | 7,32 m       |
| Dreisprung       | Alwyn Jones          | 16,37 m      | Tetteh Anang     | 15,50 m      | Phillip Wyatt          | 15,42 m      |
| Kugelstoßen      | Damien Birkinhead    | 19,27 m      | Matthew Cowie    | 17,11 m      | Adi Alifuddin Hussin   | 16,48 m      |
| Diskuswurf       | Julian Wruck         | 66,32 m      | Matthew Denny    | 56,91 m      | Robert Melin           | 55,58 m      |
| Hammerwurf       | Tim Driesen          | 69,68 m      | Huw Peacock      | 64,13 m      | Matthew Denny          | 62,50 m      |
| Speerwurf        | Jarrod Bannister     | 79,62 m      | Hamish Peacock   | 77,01 m      | Matthew Outzen         | 76,36 m      |
| Zehnkampf        | Scott McLaren        | 7650 Punkte  | Roger Skedd      | 7457 Punkte  | Kyle McCarthy          | 7391 Punkte  |